# Похоронний дар

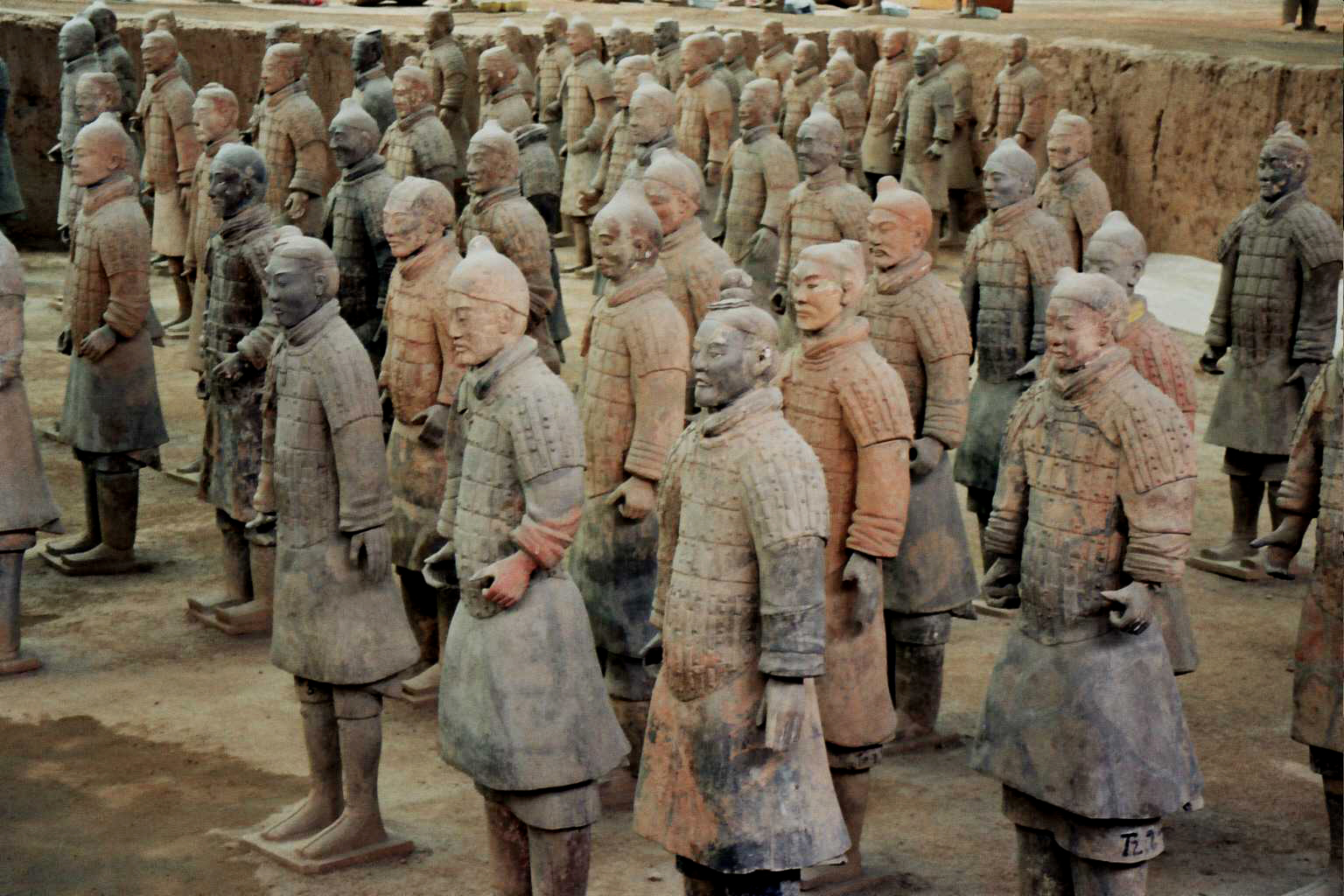
Теракотова армія у складі бл. 15 000 повнорозмірних моделей воїнів і коней були подарунком для поховання китайського імператора Цінь Ши Хуанді (260-210 рр. до н. е.

Похоронний дар — це предмет, який дарують померлому в могилу і кладуть разом з тілом на похоронах. У стародавніх культурах це відбувалося тому, що вважалося, що померлий міг використовувати цей предмет у загробному житті. Ритуальний подарунок включає в себе такі речі, як мечі та горщики, а також їжу та напої. Померлому також дарували ювелірні вироби, а іноді виготовляли спеціальні предмети. У преісторії такі подарунки виготовлялися переважно з кістки. Знайдено прикраси із зубів тварин (оленя тощо), зброї (крем'яні вістря, мікронаконечники тощо), знарядь праці, хутра або цілих скелетів (оленів, кабанів, зубрів під час мезоліту, потім великої дичини та домашніх тварин у неоліт).
Теракотова армія імператора Цінь Ши Хуанді є добре відомим у всьому світі похоронним подарунком. Імператору була дана армія солдатів, щоб служити йому в загробному житті.
Могильні подарунки є археологічними артефактами, які є сукупністю предметів, супроводжуючих поховання. Виникнення похоронного подарунку відноситься, найпізніше, до епохи верхнього палеоліту. У тому чи іншому вигляді похоронний дар зустрічається в більшості людських культур протягом всієї історії аж до сучасності. В археологічному плані похоронний дар, як і всі інші аспекти похоронного обряду, служить важливим критерієм належності до тієї чи іншої культури.
Похоронний дар пов'язаний з вірою в потойбічний світ і, як правило, представлений предметами, які можуть знадобитися людині в загробному житті: особисті речі, прикраси, статусні предмети, знаряддя праці, зброя, амулети, їжа і т. п. Похоронний дар різниться в залежності від статусу, статі і віку покійного. Похоронний дар правителів, жерців і вельмож розвинених культур давнини може містити величезну кількість предметів розкоші і творів мистецтва.